# 1623 год в России
Царствование: 1613—1645 — Михаила Фёдоровича

## События
- В Москву прибывает французское посольство для переговоров о союзе против Польши и Габсбургов[1].
- 1623—1626 — Посольский приказ под влиянием Грамотина И.Т. отклонил предложения Англии и дважды Швеции об анти польском союзе[2].
- Землепроходец Поздней Фирсов обнаружил р. Подкаменная Тунгуска и проследил около 500 км. её течения[3].
- Пожалованы окольничеством: Долгоруков Даниил Иванович, Салтыков Михаил Михайлович[4].
- Пожалован боярством: Хованский Иван Фёдорович[4].
- Местничество: 
  - Бегичев Иван Кузьмич и Загряжский Григорий Алексеевич[5].
  - Наумов Андрей Фёдорович и Барятинский Василий Романович[5].

## Города и поселения
- После реорганизации русской сторожевой и станичной (пограничной) службы крепость Валуйки стала её центром в южном направлении[6].
- Чернигов получает Магдебургское право[7].
- Впервые упоминается находившееся во владении рязанских архиреев село Морша (сов. г. Моршанск)[8].
- Впервые упоминается поселение Добрянка (сов. г. Добрянка)[9].
- 1619—1625 — в Сольвычегодске на Троицкой стороне возводился новый острог (22 башни, свыше 1,4 км.)[10].

## Руководители приказов
| Года      | Приказ                | Ф,И,О главы                     | Примечания         |
| --------- | --------------------- | ------------------------------- | ------------------ |
| 1619-1628 | Ямской приказ         | Пожарский Дмитрий Михайлович    |                    |
| 1617-1626 | Новгородская четверть | Грамотин Иван Тарасьевич        |                    |
| 1619-1626 | Посольский приказ     | Грамотин Иван Тарасьевич        |                    |
| 1619-1628 | Ямской приказ         | Пожарский Дмитрий Михайлович    |                    |
| 1621-1628 | Разбойный приказ      | Пожарский Дмитрий Михайлович    |                    |
| 1619-1629 | Книгопечатного дела   | Телепнёв Ефим Григорьевич       |                    |
| 1622-1642 | Большой казны         | Черкасский Иван Борисович       | С перерывом в 1638 |
| 1622-1642 | Иноземский приказ     | Черкасский Иван Борисович       | С перерывом в 1638 |
| 1622-1642 | Стрелецкий приказ     | Черкасский Иван Борисович       | С перерывом в 1638 |
| 1622-1637 | Аптекарский приказ    | Черкасский Иван Борисович       |                    |
| 1623-1624 | Приказных дел         | Черкасский Дмитрий Мамстрюкович |                    |

## Воеводы[15]
| Года      | Город     | Ф,И,О воеводы                 | Примечания          |
| --------- | --------- | ----------------------------- | ------------------- |
| 1620-1625 | Алексин   | Лодыженский Савин Суринов     | В другом акте Ефрем |
| 1623      | Арзамас   | Замыцкий Даниил Андреевич     |                     |
| 1623-1624 | Астрахань | Хованский Иван Фёдорович      | Боярин              |
| 1623-1624 | Берёзов   | Козловский Фёдор Андреевич    |                     |
| 1623      | Болхов    | Вяземский Василий Григорьевич |                     |
| 1620-1626 | Боровск   | Трусов Михаил Михайлович      |                     |
| 1622-1623 | Белгород  | Тюфякин Григорий Васильевич   | Стольник            |
| 1623-1626 | Белёв     | Давыдов Иван Никитич Меньшой  |                     |

## Правление
Список глав государств в 1623 году

## Родились
- Митрофан Воронежский (6 ноября 1623, село Антилохово — 23 ноября 1703, Воронеж) — епископ Русской церкви, епископ Воронежский; причислен к лику святых Русской православной церкви (25 июня 1832).
- Нарышкин, Кирилл Полиектович (1623 — 10 мая/30 апреля 1691) — отец царицы Натальи Кирилловны и дед Петра Великого, боярин.
- Матвеев Артамон Сергеевич (1623—1682) — ближний боярин, русский государственный и военный деятель[16].

## Умерли
- Иоаким (ум. 24 апреля 1623, Псков) — епископ Русской православной церкви, архиепископ Псковский и Изборский.